# Gafanhoeira (São Pedro) e Sabugueiro
Gafanhoeira (São Pedro) e Sabugueiro (llamada oficialmente União das Freguesias de Gafanhoeira (São Pedro) e Sabugueiro) es una freguesia portuguesa del municipio de Arraiolos, distrito de Évora.

## Historia
Fue creada el 28 de enero de 2013 en aplicación de una resolución de la Asamblea de la República de Portugal promulgada el 16 de enero de 2013 con la unión de las freguesias de São Pedro de Gafanhoeira y  Sabugueiro, pasando su sede a estar situada en la antigua freguesia de São Pedro de Gafanhoeira.

## Demografía
| Gráfica de evolución demográfica de Gafanhoeira (São Pedro) e Sabugueiro entre 2011 y 2021 |
|                                                                                            |
| Datos según el nomenclátor publicado por el INE portugués.                                 |